# Monumento estatal de la tumba de William Henry Harrison
El Monumento estatal de la tumba de William Henry Harrison es un monumento ubicado en la villa de North Bend, en el estado de Ohio (Estados Unidos). Es el sitio donde fue enterrado William Henry Harrison, noveno presidente de los Estados Unidos y algunos miembros de su familia. Está ubicado en Brower Road, aproximadamente a media milla al oeste de la U. S. Route 50 en Ohio.
Harrison murió el 4 de abril de 1841, un mes después de asumir el cargo, y fue enterrado en el Cementerio del Congreso en Washington D. C.; en junio de ese año, sus restos fueron retirados para transportarlos a su lugar de descanso final en North Bend.
La familia Harrison eligió un sitio en la cima del monte Nebo en la propiedad familiar y el entierro se produjo el 7 de julio de 1841. En 1871, John Harrison vendió todo excepto 2 ha de la finca. Ofreció esta parte, que contenía la tumba y otros lugares de entierro, al estado de Ohio a cambio de una promesa de mantenimiento perpetuo.
En la tumba también están los cuerpos de su esposa Anna Harrison; y su hijo John Scott Harrison, representante y padre del vigésimo tercer presidente, Benjamin Harrison.
Después de varios años de abandono, la tumba y los terrenos cayeron en mal estado hasta 1919, cuando la Asamblea General de Ohio aceptó formalmente el legado y asignó fondos para su cuidado. La tumba fue inscrita en el Registro Nacional el 10 de noviembre de 1970.
La tumba está administrada actualmente por la Fundación Conmemorativa Harrison-Symes en nombre de la Conexión Histórica de Ohio. En 2007, las mejoras en el sitio incluyeron la instalación de quioscos para educar a los visitantes sobre Harrison, su papel en la colonización del valle del río Ohio y la historia de los Estados Unidos.